# دوغ وليامز (عازف قيثارة)
دوغ وليامز (بالإنجليزية: Doug Williams)‏ هو عازف قيثارة أمريكي، ولد في 9 نوفمبر 1969.

## وصلات خارجية
- دوغ وليامز على موقع ميوزك برينز (الإنجليزية)